# 浙江兴业银行天津分行大楼
浙江兴业银行天津分行大楼修建于1922年，是浙江兴业银行在中国天津建造的一幢分行大楼，位于天津法租界杜总领事路（和平路）与福煦将军路（滨江道）十字路口（今和平区和平路237-1号），作为天津租界时代留存下来的重要建筑之一，该建筑目前是天津市文物保护单位和重点保护等级历史风貌建筑，现改建为星巴克臻选天津恒隆广场旗舰店。

## 历史
浙江兴业银行天津分行原为“浙江财团”的江浙民族资本家集资、创办经营，于1915年开业。浙江兴业银行天津分行大楼于1921年6月由华信工程司沈理源设计，并于1922年建成为浙江兴业银行天津分行使用。1937年，日军占领天津，日方探知盐业银行存有清朝末期承办清王室巨额放款时，抵押品中有16只共重13647两的黄金编钟，便逼迫时任盐业银行经理的陈亦候交出金编钟。陈亦候与当时四行储蓄会经理胡仲文决定转移并密藏金编钟并于1940年4月午夜将其秘密运到天津法租界浙江兴业银行天津分行大楼的地下室小库房并用数吨煤把小库房掩盖起来。中华人民共和国成立后曾作为永正裁缝店使用。历经三年的改造，2019年8月30日星巴克在天津的首家甄选门店——天津恒隆广场旗舰店在浙江兴业银行天津分行大楼开业。

## 建筑

### 建筑外部
浙江兴业银行天津分行大楼位于和平路与滨江道转角处，建筑面积为2034平方米，主体为混合结构二层建筑带地下室。大楼平面为倒三角形，外观为古典主义的三段论。建筑一层外立面为台基，二层和三层的外立面为柱身，三层以上为檐部和女儿墙。建筑入口处二层柱廊上的檐部作为镶板，两边的檐部设有小窗。双圆柱和双壁柱处的上方装饰有牛腿的花纹。建筑底层的墙面装饰有用深缝砌筑的花岗岩块石。大楼的窗户顶部均为圆拱和拱顶设计，窗洞外还装饰有铁花饰和狮子头。浙江兴业银行天津分行大楼中部为双柱柱廊，两边为单柱。其中，底层为塔司干柱式柱廊，二层和三层为爱奥尼克柱式柱廊，柱廊内的入口处地面设有白色大理石阶。

### 建筑内部

内部（目前为星巴克旗舰店）

浙江兴业银行天津分行大楼内部的入口椭圆形门厅设于转角处。门厅地面和墙面均铺砌有大理石，过厅内设有两根方柱。大楼营业大厅内的顾客部分为由十四根方形和圆形大理石柱环绕并上设雕有汉白玉中国方古钱币的浮雕图案环形梁的圆形大厅。大楼营业大厅内的员工部分设有用大理石雕刻并用狮子头雕饰支撑的营业用柜台，员工部分还设有经理室、会客室、文书室和会计室等房间。营业大厅顶部以白色磨花玻璃镶嵌的半球形钢网架支撑。建筑的二层和三层为银行的职工宿舍、阅览室、棋室、弹子房和会议室等。浙江兴业银行天津分行大楼的会议室墙面装饰有红木镶板，顶雕刻有红木花饰藻井。大楼的地下室部分为保险库和食堂等设施。该建筑是一座具有西洋古典风格的折衷主义建筑。

## 内部链接
- 浙江兴业银行